# ブラディ・ラッシュ
ブラディ・ラッシュ（Brady Rush、1999年4月24日 - ）は、ニュージーランドのラグビー選手。

## プロフィール
- ニュージーランド・オークランド出身[1]。
- ポジションはウィング(WTB)。
- 身長 188cm、体重 98kg
- 父のエリックは元ラグビー選手(元7人制ニュージーランド代表主将)で弟のロブもラグビー選手[2]。

## 略歴
2020年、ノースランドに加入。
2024年、パリ五輪の7人制ニュージーランド代表に選ばれた。